# Roland Skarin
Ernst Roland Anders Skarin, född 12 juli 1926 i Västra Frölunda församling, död 27 juli 1987 i Hallsberg, var en svensk ishockeymålvakt som representerade Gais i dåvarande högsta serien, division I 1957/1958.
Skarin kom till Gais från IFK Trollhättan, och gick efter sin enda säsong i högsta serien tillbaka till Trollhättan. Han spelade efter detta även för VoIF Diana och IFK Hallsberg i division III.